# Zoot Allures
Zoot Allures è l'ottavo album da solista di Frank Zappa, pubblicato nel 1976.
Il titolo dell'album è la storpiatura di un'espressione francese ("Zut alors!") che indica sorpresa e che può essere approssimativamente tradotta in italiano come "Accidenti!".

## Il disco
Zoot Allures era stato progettato in origine come album doppio, ma per ragioni sconosciute Zappa riarrangiò, editò, e accorciò la track list dei brani per pubblicarlo come album singolo. Zappa suonò un nastro prova dell'album ai giornalisti della rivista Circus nel 1976, questa copia provvisoria del master era però radicalmente differente rispetto all'album finale che verrà poi pubblicato: vi comparivano anche i brani Sleep Dirt, The Ocean Is the Ultimate Solution, Filthy Habits, e Night of the Iron Sausage che non sarebbero finiti nel disco. Le prime tre canzoni furono incluse nell'album Sleep Dirt del 1979 e nel postumo Läther; mentre Night of the Iron Sausage rimase inedita. Inoltre nella copia provvisoria non comparivano le tracce Wind Up Workin' in a Gas Station e Zoot Allures.
Black Napkins, uno dei molti pezzi strumentali per chitarra elettrica presenti su Zoot Allures, prese vita da un'improvvisazione del tema che avrebbe poi costituito il brano Sleep Dirt. Le performance dal vivo presenti sull'album provengono dai nastri di un concerto tenuto da Zappa e soci il 3 febbraio 1976 a Osaka, in Giappone, anche se per la pubblicazione le registrazioni furono ampiamente manipolate in studio. Insieme a brani come Zoot Allures e The Torture Never Stops, Black Napkins divenne uno dei pezzi forti di Zappa, che lo ripropose incessantemente in ogni successivo tour e su altri dischi in studio.
Wonderful Wino venne inizialmente pubblicata sull'album di Jeff Simmons del 1970 Lucille Has Messed My Mind Up. Il disco, prodotto parzialmente da Zappa (con lo pseudonimo "La Marr Bruister"), include anche la title track, che apparirà in seguito su Joe's Garage nel 1979.
La traccia intitolata Ms. Pinky ha una storia curiosa alle spalle. Zappa raccontò che aveva un fan di nome Eric in Finlandia che si presentava spesso dietro le quinte quando la band era lì di passaggio in tour, portando dei regali ai membri del gruppo. Una volta arrivò portandosi dietro caramelle e la sua rivista pornografica preferita, intitolata Kalle. Sfogliando la rivista Zappa si divertì a guardare le pubblicità degli strambi giocattoli erotici presenti in essa. Ad un certo punto scorse la pubblicità di una testa di gomma a grandezza naturale dalle fattezze femminili con la bocca spalancata, gli occhi chiusi e i capelli corti che doveva servire ad "allietare con una fellatio artificiale le persone sole". Colpito dall'assurdità della cosa, mandò subito qualcuno dei suoi nel quartiere a luci rosse della città per acquistarne una e farne materia per una canzone. L'oggetto in questione è appunto la "Ms. Pinky" del titolo del brano.

## Tracce
1. Wind Up Workin' in a Gas Station – 2:29
2. Black Napkins (live) – 4:15
3. The Torture Never Stops – 9:45
4. Ms. Pinky – 3:40
5. Find Her Finer – 4:07
6. Friendly Little Finger – 4:17
7. Wonderful Wino – 3:38
8. Zoot Allures – 4:12
9. Disco Boy – 5:11

## Formazione
- Frank Zappa – chitarra (tutti i brani), sintetizzatore (1, 4, 5, 9), basso (1, 3-7, 9), tastiere (3, 5, 7, 9), cori (3, 5, 7, 9), voce (1, 4)
- Terry Bozzio – batteria, cori (5, 9)
- Davey Moiré – voce (1), cori (1, 9), ingegnere del suono
- Andre Lewis – organo (2), voce (2), cori (5, 9)
- Roy Estrada – basso (2), voce (2), cori (2, 4, 5, 9)
- Napoleon Murphy Brock – sassofono & voce (2)
- Ruth Underwood – sintetizzatore (4, 7), marimba (6, 8)
- Captain Beefheart – armonica (5) (accreditato come "Donnie Vliet")
- Ruben Ladron de Guevara – cori (5)
- Dave Parlato – basso (8)
- Lu Ann Neil – arpa (8)
- Sparky Parker – cori (9)

Il tastierista Eddie Jobson e il bassista Patrick O'Hearn, che all'epoca della pubblicazione di Zoot Allures erano membri della band di Zappa, appaiono sulla copertina dell'album ma non suonano in nessun brano.